# Пропата
Пропата (итал. Propata) — коммуна в Италии, располагается в регионе Лигурия, в провинции Генуя.
Население составляет 167 человек (2008 г.), плотность населения составляет 10 чел./км². Занимает площадь 17 км². Почтовый индекс — 16027. Телефонный код — 010.
Покровителем коммуны почитается святой Лаврентий, празднование 10 августа.

## Демография
Динамика населения:

## Администрация коммуны
- Официальный сайт: